# 180纳米制程
180纳米制程，又稱0.18微米製程，是半导体制造制程的一个水平，大约于1999年至2000年左右达成。 这一制程是由当时领先的半导体公司如英特尔、德州仪器、IBM和台積電所完成的。
一些CPU最初是由这个制程所制造。其中包括英特尔奔腾III处理器。这是第一个沟道长度小于用于光刻的光的波长的制程。

## 具有180纳米制程的产品
- 英特尔 Coppermine 1999年10月
- AMD Athlon Thunderbird 2000年6月
- 英特尔赛扬（Willamette）2002年5月
- 摩托罗拉PowerPC 7445和7455 2002年1月
- ATi Radeon R100和RV100 Radeon 7000 2000年
- nVIDIA GeForce 2、GeForce 3